# Jocurile Olimpice de iarnă din 2006
Jocurile celei de-a XX-a Olimpiade de iarnă s-au desfășurat la Torino, Italia între 10 februarie și 26 februarie 2006. A fost pentru a doua oară când Italia a găzduit Jocurile Olimpice de iarnă, după ce a găzduit ediția a VII-a în 1956 la Cortina d'Ampezzo, și pentru a treia oară când a găzduit o ediție a Jocurilor Olimpice (în 1960 a găzduit la Roma Jocurile celei de-a XVII-a Olimpiade).
20.000 de voluntari s-au angajat în organizarea jocurilor (selectați din peste 40.000), care s-au ocupat de primirea atleților, spectatorilor și a jurnaliștilor, precum și pregătirea locurilor de desfășurare a competițiilor.
Neve și Gliz au fost mascotele Jocurilor Olimpice de iarnă de la Torino. Neve este un bulgăre de zăpadă (femeie), iar Gilz este un cub de gheață energic (mascul).

## Orașe olimpice
- Bardonecchia
- Sestriere
- Torino

## Sporturi
- Biatlon
- Bob
- Combinata nordică
- Curling
- Hochei pe gheață
- Patinaj artistic
- Patinaj viteză
- Patinaj viteză pe pistă scurtă
- Sanie
- Sărituri cu schiurile
- Schi acrobatic
- Schi alpin
- Schi fond
- Scheleton
- Snow-board

## Țări participante

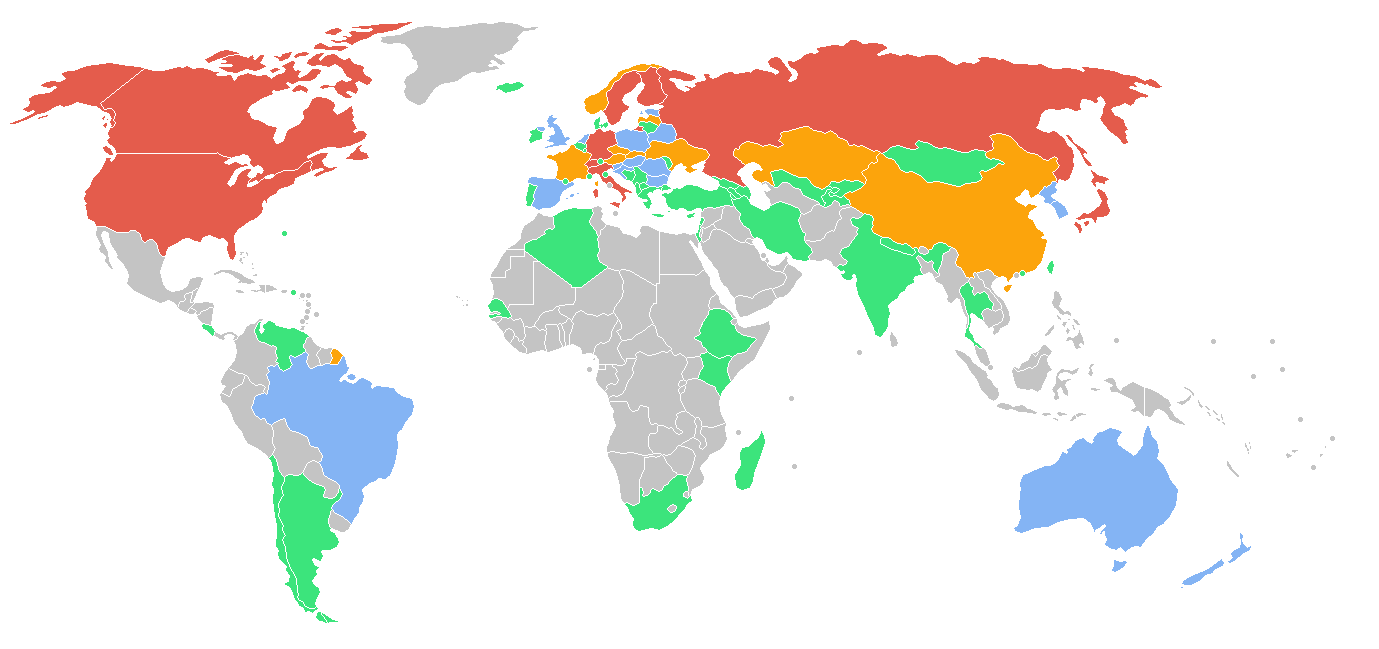
Țări participante. Verde: mai puțin de 10 atleți; bleu: 10-50; portocaliu: 50-100; roșu: mai mult de 100.

| - Africa de Sud - Albania - Algeria - Andorra - Argentina - Armenia - Australia - Austria - Azerbaidjan - Belarus - Belgia - Bermuda - Bosnia și Herțegovina - Brazilia - Bulgaria - Canada - Cehia - Cipru - Chile - China - Croația - Coreea de Nord | - Coreea de Sud - Danemarca - Elveția - Estonia - Etiopia - Finlanda - Franța - Georgia - Germania - Grecia - Hong Kong - Insulele Virgine Americane - Islanda - India - Iran - Irlanda - Israel - Italia - Japonia - Kazahstan - Kenya - Kârgâzstan | - Letonia - Libia - Liechtenstein - Lituania - Luxembourg - Macedonia - Marea Britanie - Madagascar - Maroc - Mexico - Republica Moldova - Monaco - Mongolia - Nepal - Norvegia - Noua Zeelandă - Țările de Jos - Pakistan - Peru - Polonia - Portugalia | - România - Rusia - San Marino - Senegal - Serbia și Muntenegru - Slovacia - Slovenia - Spania - Statele Unite ale Americii - Suedia - Tadjikistan - Taiwan - Thailanda - Turcia - Ucraina - Ungaria - Uzbekistan - Venezuela |

## Calendar
| CD | Ceremonia de deschidere | ● | Eveniment competițional | 1 | Eveniment final | GD | Gală demonstrativă | CÎ | Ceremonia de închidere |

| Februarie             | Februarie             | 10 Vi | 11 Sâ | 12 Du | 13 Lu | 14 Ma | 15 Mi | 16 Jo | 17 Vi | 18 Sâ | 19 Du | 20 Lu | 21 Ma | 22 Mi | 23 Jo | 24 Vi | 25 Sâ | 26 Du | Probe |
| --------------------- | --------------------- | ----- | ----- | ----- | ----- | ----- | ----- | ----- | ----- | ----- | ----- | ----- | ----- | ----- | ----- | ----- | ----- | ----- | ----- |
| Ceremonii             | Ceremonii             | CD    |       |       |       |       |       |       |       |       |       |       |       |       |       |       |       | CÎ    |       |
| Biatlon               | Biatlon               |       | 1     |       | 1     | 1     |       | 1     |       | 2     |       |       | 1     |       | 1     |       | 2     |       | 10    |
| Bob                   | Bob                   |       |       |       |       |       |       |       |       | ●     | 1     | ●     | 1     |       |       |       | ●     | 1     | 3     |
| Combinată nordică     | Combinată nordică     |       | 1     |       |       |       | ●     | 1     |       |       |       |       | 1     |       |       |       |       |       | 3     |
| Curling               | Curling               |       |       |       | ●     | ●     | ●     | ●     | ●     | ●     | ●     | ●     |       | ●     | 1     | 1     |       |       | 2     |
| Hochei pe gheață      | Hochei pe gheață      |       | ●     | ●     | ●     | ●     | ●     | ●     | ●     | ●     | ●     | 1     | ●     | ●     |       | ●     | ●     | 1     | 2     |
| Patinaj artistic      | Patinaj artistic      |       | ●     |       | 1     | ●     |       | 1     | ●     |       | ●     | 1     | ●     |       | 1     | GD    |       |       | 4     |
| Patinaj viteză        | Patinaj viteză        |       | 1     | 1     | 1     | 1     | ●     | 2     |       | 1     | 1     |       | 1     | 1     |       | 1     | 1     |       | 12    |
| Sanie                 | Sanie                 |       | ●     | 1     | ●     | 1     | 1     |       |       |       |       |       |       |       |       |       |       |       | 3     |
| Sărituri cu schiurile | Sărituri cu schiurile |       | ●     | 1     |       |       |       |       | ●     | 1     |       | 1     |       |       |       |       |       |       | 3     |
| Schi acrobatic        | Schi acrobatic        |       | 1     |       |       |       | 1     |       |       |       |       | ●     | ●     | 1     | 1     |       |       |       | 4     |
| Schi alpin            | Schi alpin            |       |       | 1     |       | 1     | 1     |       | ●     | 2     |       | 2     |       | 1     |       | 1     | 1     |       | 10    |
| Schi fond             | Schi fond             |       |       | 2     |       | 2     |       | 1     | 1     | 1     | 1     |       |       | 2     |       | 1     |       | 1     | 12    |
| Short track           | Short track           |       |       | 1     |       |       | 1     |       |       | 2     |       |       |       | 1     |       |       | 3     |       | 8     |
| Skeleton              | Skeleton              |       |       |       |       |       |       | 1     | 1     |       |       |       |       |       |       |       |       |       | 2     |
| Snowboard             | Snowboard             |       |       | 1     | 1     |       |       | 1     | 1     |       |       |       |       | 1     | 1     |       |       |       | 6     |
| Total probe           | Total probe           |       | 4     | 8     | 4     | 6     | 4     | 8     | 3     | 9     | 3     | 5     | 4     | 7     | 5     | 4     | 7     | 3     | 84    |
| TOTAL                 | TOTAL                 |       | 4     | 12    | 16    | 22    | 26    | 34    | 37    | 46    | 49    | 54    | 58    | 65    | 70    | 74    | 81    | 84    |       |
| Februarie             | Februarie             | 10 Vi | 11 Sâ | 12 Du | 13 Lu | 14 Ma | 15 Mi | 16 Jo | 17 Vi | 18 Sâ | 19 Du | 20 Lu | 21 Ma | 22 Mi | 23 Jo | 24 Vi | 25 Sâ | 26 Du | Probe |

## Tabelul rezultatelor
Legendă
      Țara gazdă
| Olimpiada de Iarnă 2006 medalii |               |     |        |       |       |
| Poz.                            | Țară          | Aur | Argint | Bronz | Total |
| 1                               | Germania      | 11  | 12     | 6     | 29    |
| 2                               | Statele Unite | 9   | 9      | 7     | 25    |
| 3                               | Austria       | 9   | 7      | 7     | 23    |
| 4                               | Rusia         | 8   | 6      | 8     | 22    |
| 5                               | Canada        | 7   | 10     | 7     | 24    |
| 6                               | Suedia        | 7   | 2      | 5     | 14    |
| 7                               | Coreea de Sud | 6   | 3      | 2     | 11    |
| 8                               | Elveția       | 5   | 4      | 5     | 14    |
| 9                               | Italia        | 5   | 0      | 6     | 11    |
| 10                              | Franța        | 3   | 2      | 4     | 9     |
| 10                              | Țările de Jos | 3   | 2      | 4     | 9     |

## România la Jocurile Olimpice
Delegația României a plecat spre Torino pe 5 februarie cu o cursă Tarom. Întoarcerea în țară a unei părți a delegației a fost prevăzută pentru 27 februarie, închiderea Jocurilor Olimpice fiind programată pe 26 februarie.
Delegația României a fost compusă din 25 de sportivi și a avut reprezentanți în 8 sporturi din cele 15:
- Bob (6): Nicolae Istrate, Adrian Duminicel, Aurel Iliescu, Levente Bartha, Gabriel Popa, Ion Dovalciuc și Mihai Iliescu
- Biatlon (5): Eva Tofalvi, Daniela Cojocea Potlogea, Alexandra Rusu, Mihaela Purdea și Marian Blaj.
- Sanie (4): Eugen Radu, Marian Lăzărescu (seniori), Cosmin Chetroiu și Ionuț Țăran (juniori).
- Schi fond (4): Zsolt Antal, Mihai Găliceanu și Monika Gyorgy.
- Patinaj artistic (2): Gheorghe Chiper (care a purtat steagul României la festivitatea de deschidere) și Roxana Luca.
- Patinaj viteză (2): Daniela Oltean și Claudiu Grozea.
- Schi alpin (1): Florentin Nicolae.
- Short-track (1): Katalin Kristo.

#### Palmares românesc
| Probă olimpică              | Sportiv                                                         | Loc     |
| --------------------------- | --------------------------------------------------------------- | ------- |
| Biatlon 15 km individual    | Eva Tofalvi                                                     | 19      |
| Biatlon 15 km individual    | Alexandra Rusu                                                  | 69      |
| Biatlon 15 km individual    | Elena Plotogea                                                  | 73      |
| Biatlon 15 km individual    | Mihaela Purdea                                                  | 76      |
| Biatlon 20 km individual    | Marian Blaj                                                     | 66      |
| Biatlon 10 km               | Marian Blaj                                                     | 78      |
| Biatlon 7,5 km sprint       | Alexandra Rusu                                                  | 45      |
| Biatlon 7,5 km sprint       | Elena Plotogea                                                  | 48      |
| Biatlon 7,5 km sprint       | Eva Tofalvi                                                     | 70      |
| Biatlon 7,5 km sprint       | Mihaela Purdea                                                  | 77      |
| Biatlon 10 km pursuit       | Dana Plotogea                                                   | 33      |
| Biatlon stafeta 4x6 km      | Dana Plotogea, Eva Tofalvi, Mihaela Purdea, Alexandra Rusu      | 14      |
| Bob-2                       | Nicolae Istrate, Adrian Duminicel                               | 24      |
| Bob-2                       | Aurel Iliescu, Levente Bartha                                   | 26      |
| Bob-4                       | Nicolae Istrate, Adrian Duminicel, Gabriel Popa, Ioan Dovalciuc | 22      |
| Patinaj artistic            | Gheorghe Chiper                                                 | 14      |
| Patinaj artistic            | Roxana Luca                                                     | 26      |
| Patinaj viteza 5.000 m      | Claudiu Grozea                                                  | 26      |
| Patinaj viteza 3000 m       | Daniela Oltean                                                  | 26      |
| Patinaj viteza 1.000 m      | Daniela Oltean                                                  | 35      |
| Patinaj viteza 1.500 m      | Daniela Oltean                                                  | 35      |
| Sanie dublu                 | Radu Teodoru, Marian Lăzărescu                                  | 15      |
| Sanie dublu                 | Cosmin Chetroiu, Dorin Țăran                                    | 18      |
| Schi alpin coborâre         | Florentin Nicolae                                               | 53      |
| Schi alpin combinata        | Florentin Nicolae                                               | 35      |
| Schi alpin slalom uriaș     | Bianca Narea                                                    | abandon |
| Schi fond 15 km masculin    | Zsolt Antal                                                     | 62      |
| Schi fond 15 km masculin    | Mihai Galiceanu                                                 | 73      |
| Schi fond 30 km pursuit     | Zsolt Antal                                                     | 48      |
| Schi fond 30 km pursuit     | Mihai Găliceanu                                                 | 64      |
| Schi fond 10 km feminin     | Monika Gyorgy                                                   | 69      |
| Schi fond 15 km masculin    | Zsolt Antal                                                     | 62      |
| Schi fond 15 km masculin    | Mihai Găliceanu                                                 | 73      |
| Schi fond - sprint masculin | Zsolt Antal                                                     | 65      |
| Schi fond - sprint masculin | Mihai Găliceanu                                                 | 69      |
| Schi fond - sprint feminin  | Monika Gyorgy                                                   | 59      |
| Short track 1.500 m feminin | Katalin Kristo                                                  | 18      |

## Republica Moldova la Jocurile Olimpice
Sportivii moldoveni au participat la Jocurile Olimpice de iarnă a patra oara consecutiv, iar debutul moldovenesc în probele olimpice de iarnă s-a produs la Lillehammer în anul 1994 prin biatloniștii Elena Gorohova și Vasile Gheorghe.
Moldova a fost reprezentată la Jocurile Olimpice de la Torino de șapte sportivi moldoveni în trei sporturi din cele 15:1
- Biatlon (3): Valentina Ciurina, Elena Gorohova, Mihail Gribușencov și Natalia Levcencova
- Sanie (1): Bogdan Macovei
- Schi fond (2): Ilie Bria și Sergiu Balan

Nicolae Juravschi, președintele Comitetului Olimpic Național, a spus că nu-și pune mari speranțe în performanțele sportivilor moldoveni: „nu poți cere de la sportivi rezultate remarcabile când nu investești în creșterea acestora“.1